# Yves Defraigne
Yves Defraigne (* 28. April 1965 in Gent) ist ein belgischer Basketballtrainer.

## Laufbahn
Defraigne war von 1994 bis 1999 Spieler von Dexia Mons-Hainaut und betreute anschließend dieselbe Mannschaft von 1999 bis zum Jahr 2005 als Trainer. Er führte Mons-Hainaut zweimal ins Halbfinale um die belgische Meisterschaft. Anschließend wechselte er zu BBC Royal Atomia Brüssel, wo er den Aufstieg in die 1. Liga schaffte. Als die Mannschaft aus wirtschaftlichen Gründen im Sommer 2007 aus der ersten Liga zurückgezogen wurde, verlor er seinen Posten.
Im Dezember 2007 nahm Defraigne das Angebot an, Cheftrainer beim deutschen Bundesligisten TBB Trier zu werden. Er löste dort den beurlaubten Joe Whelton ab und sollte zusammen mit seinen Co-Trainern Frank de Meulemeester und Mike Smith den TBB wieder auf Erfolgskurs bringen. Die Saison 2007/08 schloss er mit Trier auf dem vorletzten Tabellenrang ab, allerdings blieb die Mannschaft in der Bundesliga, da Zweitligist Cuxhaven BasCats zwar das sportliche Aufstiegsrecht errang, aber auf den Sprung in die erste Liga verzichtet hatte. Der TBB war einziger Bewerber um den freien Platz. Defraigne erreichte mit der Mannschaft im Spieljahr 2008/09 den zehnten Platz in der Bundesliga-Hauptrunde. Im März 2010 wurde Defraigne nach neun Niederlagen in Folge von den Moselstädtern entlassen.
Seine nächste Stelle trat er wieder in Belgien an: Im Januar 2011 übernahm er das Traineramt bei Optima Gent. Er blieb bis 2012. Von 2012 bis Februar 2017 war Defraigne abermals Trainer von Mons-Hainaut. Ende Januar 2018 nahm er ein Angebot der Kangoeroes Willebroek an und wurde Nachfolger des entlassenen kroatischen Trainers Damir Milacic. Defraignes Amtszeit in Willebroek dauerte nur einige Monate, bis zum Ende der Saison 2017/18, an. Er hatte die abstiegsbedrohte Mannschaft noch auf den siebten Platz in der Abschlusstabelle der Hauptrunde geführt.
Im Januar 2020 trat er das Traineramt bei Okapi Aalstar an. Im Februar 2022 wurde er dort entlassen. T71 Dudelange in Luxemburg wurde im Sommer 2022 sein nächster Arbeitgeber. Im März 2025 wurde Defraignes Abschied aus Diddeleng am Ende der Saison 2024/25 bekannt. Im Sommer 2025 trat er eine neue Stelle an und wurde wieder in Mons tätig. Defraigne wurde dort Assistenztrainer unter Frank de Meulemeester.